# 利諾湖 (海德塞)
52°11′57″N 13°50′35″E / 52.19917°N 13.84306°E

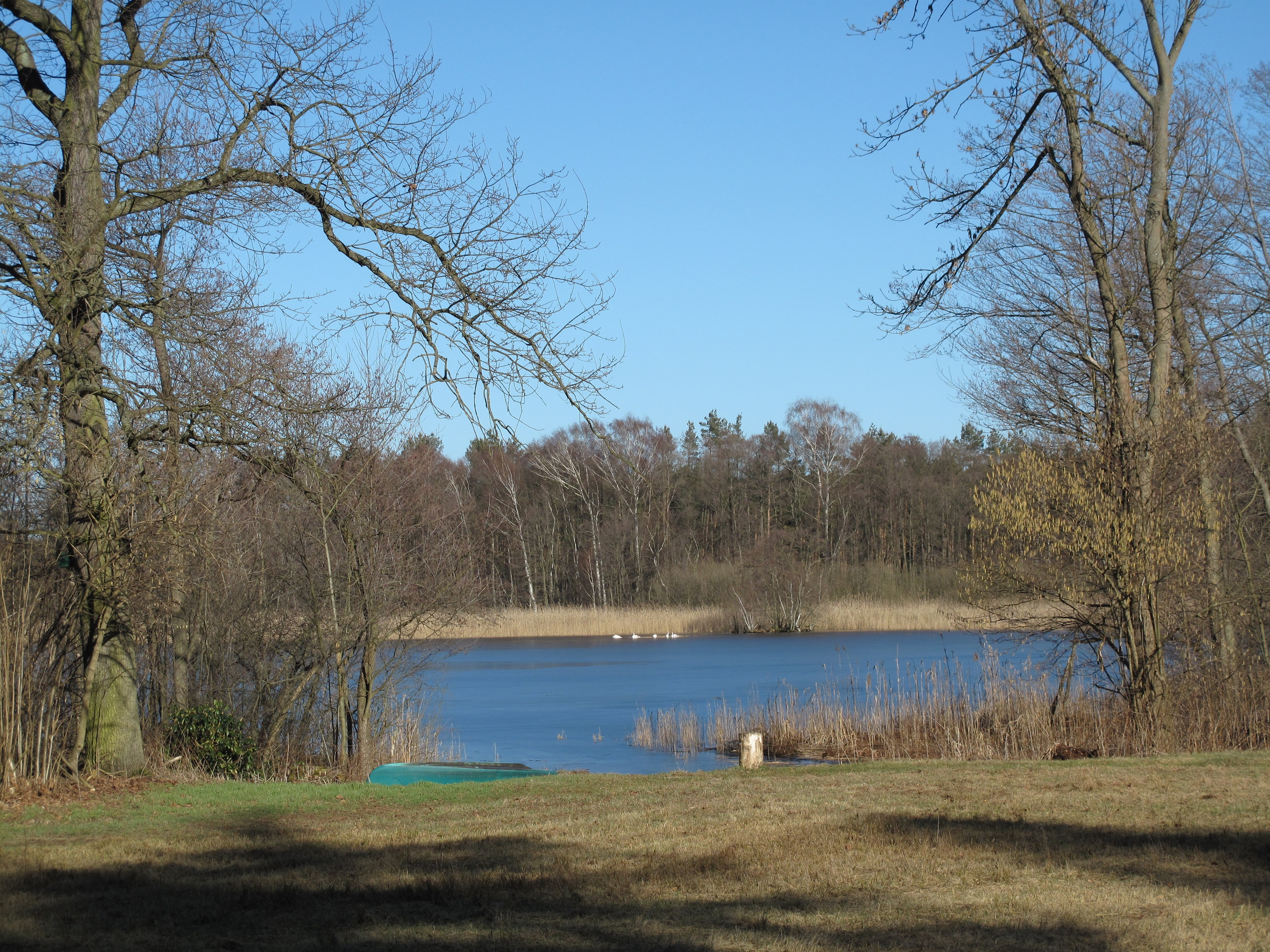

利諾湖（德語：Linowsee），是德國的湖泊，位於該國西南部，由勃蘭登堡州負責管轄，處於達默-施普雷瓦爾德縣，長0.4公里、寬0.3公里，面積0.09平方公里，海拔高度37.6米。